# Melissa Gumbs
Melissa D. Gumbs (Sint Maarten, 4 september 1983) is een Sint Maartens politica en sinds 2020 lid van de Staten van Sint Maarten. 

## Leven en werk
Melissa Gumbs is een dochter van Marcel Gumbs, voormalig politicus en premier van Sint Maarten. Zij groeide op in Sint Maarten en doorliep de St. Dominic school in Cul-de-Sac. Eind 2006 behaalde zij een mastertitel in internationale bedrijfskunde aan de universiteit van St. Thomas. Na verhuizing naar Nederland was Gumbs van 2010 tot 2015 werkzaam bij TMF Group als analist marktonderzoek. In deze periode was zij mede-oprichter en voorzitter van Unified Sint Maarten Connection (USC), een jongerenorganisatie welke ten doel had om St. Maartenaren in Nederland middels activiteiten te verbinden. Na terugkeer in Sint Maarten was zij tussen 2016 en 2020 sectiemanager klantenservice van het telecombedrijf UTS.
In 2019 is Gumbs mede-oprichter van de jongerenpartij Party for Progress (PFP) en sedertdien partijleider. Bij de statenverkiezingen van 2020 behaalde zij als lijsttrekker 559 stemmen, gelijk aan 39,7% van alle op PFP uitgebrachte stemmen. Zij was de grootste stemmentrekker onder de jongeren. Op 10 februari 2020 trad zij aan als statenlid en fractieleider namens de PFP.